# Кровавое воскресенье (1932)

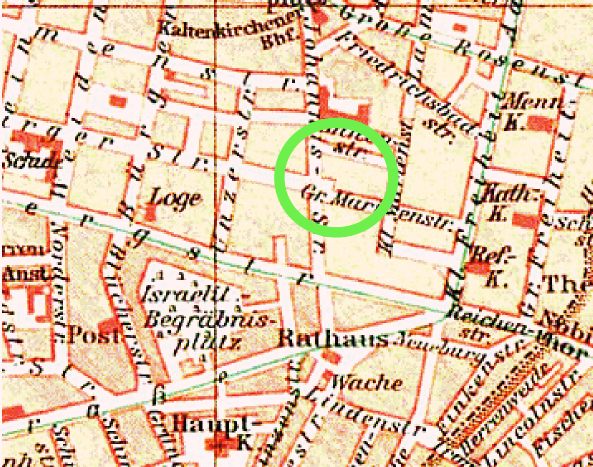
Место происшествия

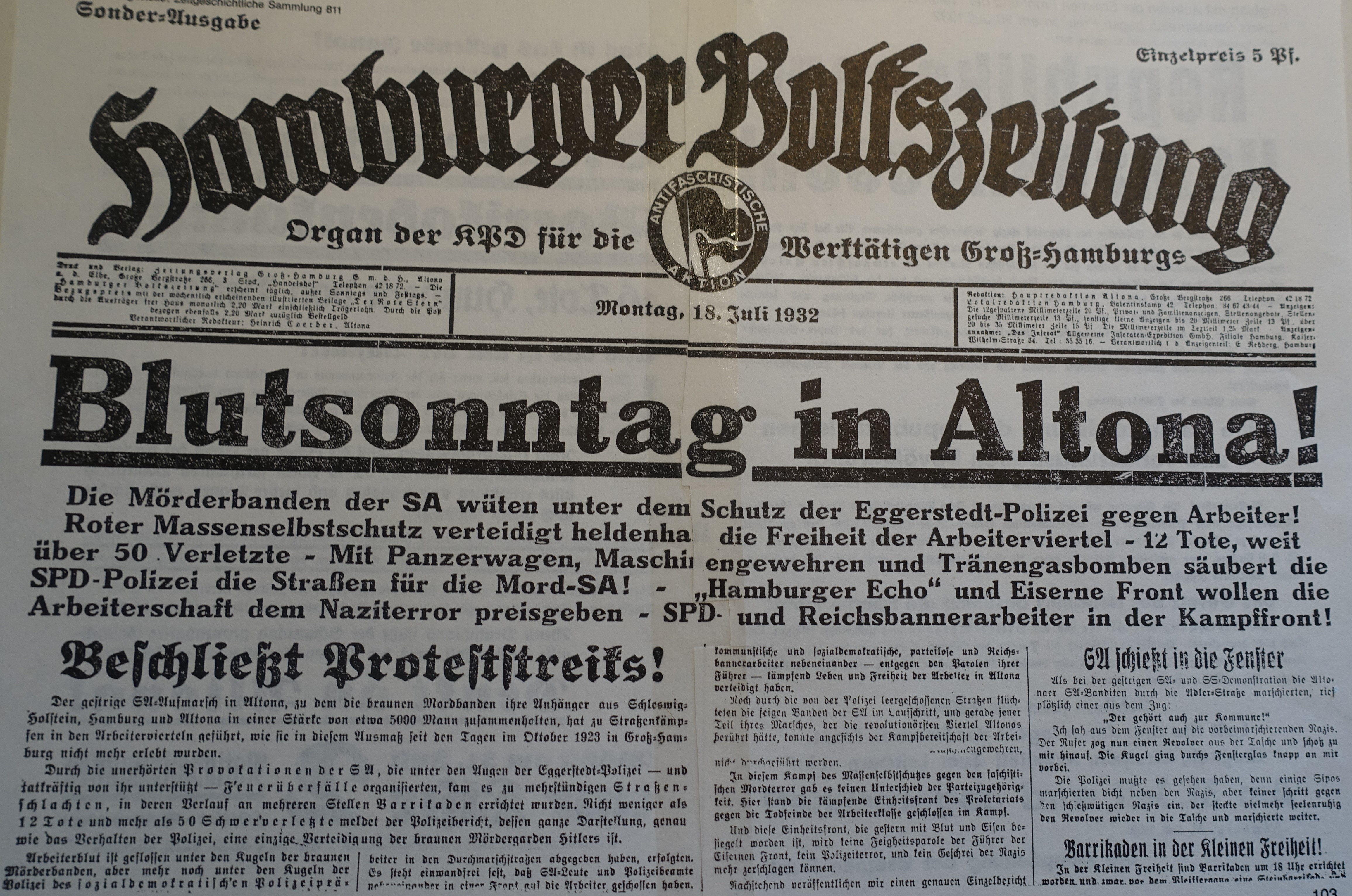
Газетная статья о происшествии от 18 июля 1932 года

Альтонское кровавое воскресенье (нем. Altonaer Blutsonntag) — нацистская провокация, организованная 17 июля 1932 года в городе Альтоне (ныне в черте Гамбурга).
Возглавив 1 июня 1932 года правительство, Франц фон Папен отменил объявленный в апреле 1932 года кабинетом Брюнинга  запрет штурмовых отрядов, и они вновь начали проводить марши. 17 июля 1932 года марш 7 тысяч штурмовиков в земле Шлезвиг-Гольштейн перерос в беспорядки, едва нацисты попытались пройти по городу Альтоне, известному своей массовой поддержкой социал-демократов и коммунистов.
В ходе перестрелки 18 человек было убито, что позволило правительству произвести государственный переворот в Пруссии, сославшись на неспособность кабинета предотвратить столкновения.